# Michel Narcy
Michel Narcy (* 30. Januar 1942) ist ein französischer Philosophiehistoriker auf dem Gebiet der antiken Philosophie.
Nach dem Erwerb der Agrégation (Staatsprüfung für das höhere Lehramt) 1965 unterrichtete Narcy zunächst an verschiedenen Schulen der Sekundarstufe. 1982 wurde er zum docteur de troisième cycle promoviert und trat 1983 als Forschungsmitarbeiter in das Centre national de la recherche scientifique ein. 1994 wurde er habilitiert und zum directeur de recherche, als Emeritus von 2009 bis 2019. Von 1999 bis 2002 leitete er die Unité de Recherche «Histoire des doctrines de l’Antiquité tardive et du Haut Moyen Âge» des CNRS, die nunmehr zum Centre Jean Pépin umbenannt worden ist.
Narcy hat vor allem zu den Sophisten, zu Platon und dem Neuplatonismus und zu Aristoteles sowie zu Xenophon und Sokrates gearbeitet. Darüber hinaus hat er sich mit dem Werk der französischen Philosophin Simone Weil (1909–1943) beschäftigt.

## Schriften (Auswahl)
Monographien
- Le Philosophe et son double. Un commentaire de l’Euthydème de Platon (= Histoire des Doctrines de l’Antiquite Classique, Band 8). Vrin, Paris 1984; 2. Auflage 2015 (= Dissertation).
- mit Barbara Cassin: La Décision du sens. Le livre Gamma de la Métaphysique d’Aristote. Introduction, texte, traduction et commentaire.  (= Histoire des Doctrines de l’Antiquite Classique, Band 13). Vrin, Paris 1989.
- Xénophon et Socrate. Vrin, Paris 2008.

Übersetzung
- Platon, Théétète. Traduction inédite, introduction et notes. Flammarion, Paris 1994, 2. Auflage 2016.

Herausgeberschaften
- mit Pierre Aubenque (Hrsg.): Études sur le Sophiste de Platon. Bibliopolis, Neapel 1991.
- mit Gabriele Giannantoni (Hrsg.): Lezioni socratiche. Neapel 1997.
- mit Étienne Tassen (Hrsg.): Les catégories de l’universel. Simone Weil et Hannah Arendt. Harmattan, Paris 2001.
- (Hrsg.): Platon: l’amour du savoir. Paris 2001.
- mit Eric Rebillard (Hrsg.): Hellénisme et christianisme. Villeneuve d’Ascq 2004.
- mit Alonso Tordesillas (Hrsg.): La «Métaphysique» d’Aristote. Perspectives contemporaines. Vrin-Éditions Ousia, Paris, Brüssel 2005.
- mit Thomas Bénatouïl, Jean-Baptiste Gourinat (Hrsg.): L’athéisme antique. (= Philosophie antique. Problèmes, renaissances, usages, 18). Presses Universitaires du Septentrion, Villeneuve-d’Ascq 2018.
- mit André Laks: Philosophie antique. 2001ff. (Zeitschrift, Mitherausgeberschaft bis 2019).

| Personendaten    | Personendaten                       |
| ---------------- | ----------------------------------- |
| NAME             | Narcy, Michel                       |
| KURZBESCHREIBUNG | französischer Philosophiehistoriker |
| GEBURTSDATUM     | 30. Januar 1942                     |